# كنيسة وانك

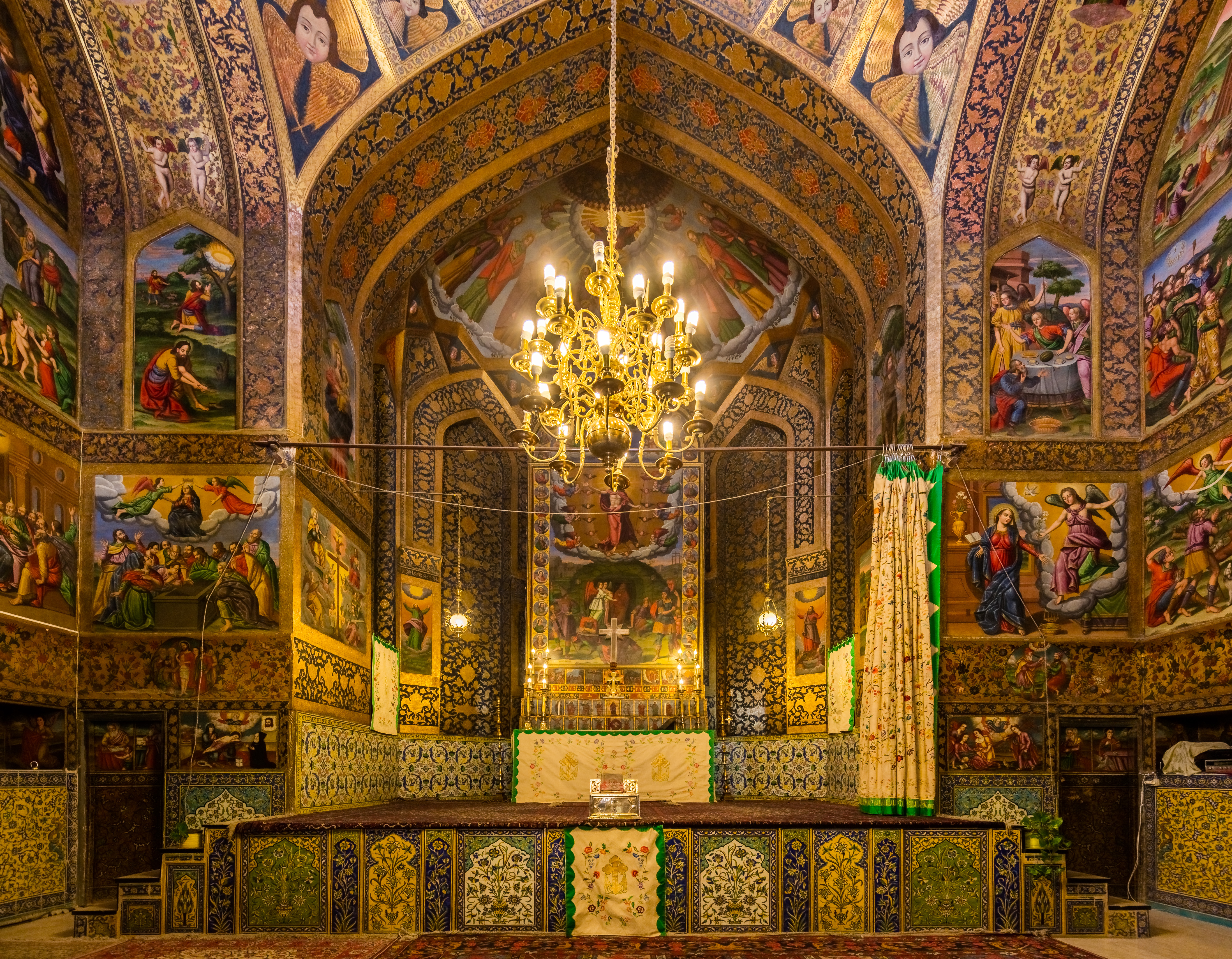
داخل كنيسة وانك.

كنيسة وانك (بالفارسية: کلیسای وانک) هي كنيسة أرمنية رسوليّة تاريخية تعود إلى عصر السلالة الصفوية، وتقع في حي جلفا المسيحي الأرمني في مدينة أصفهان.

## معرض الصور

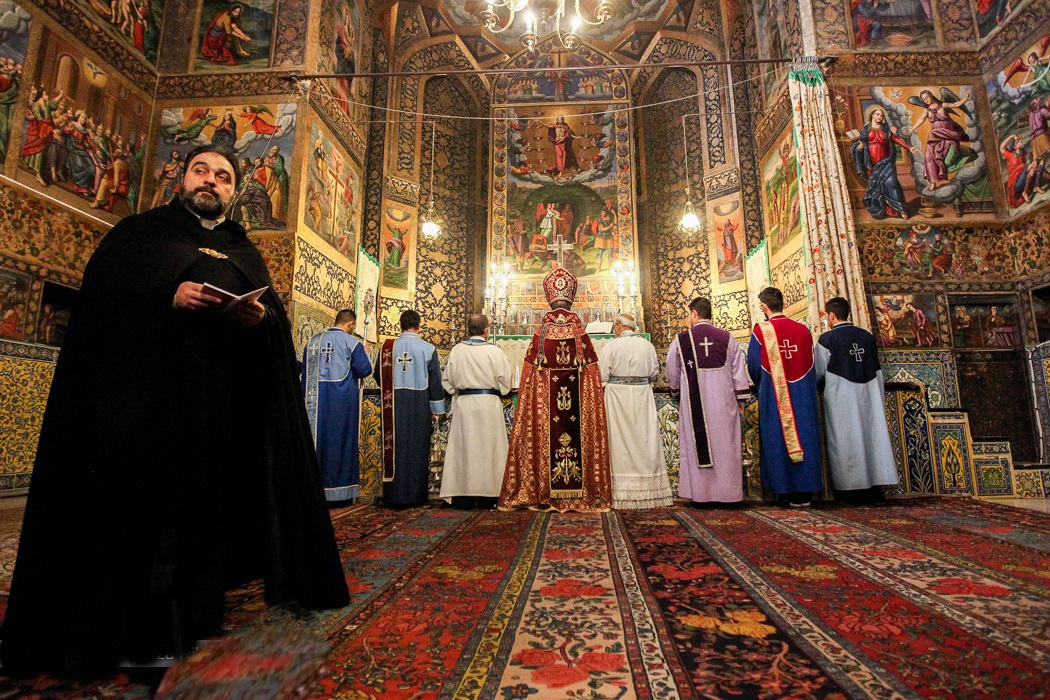
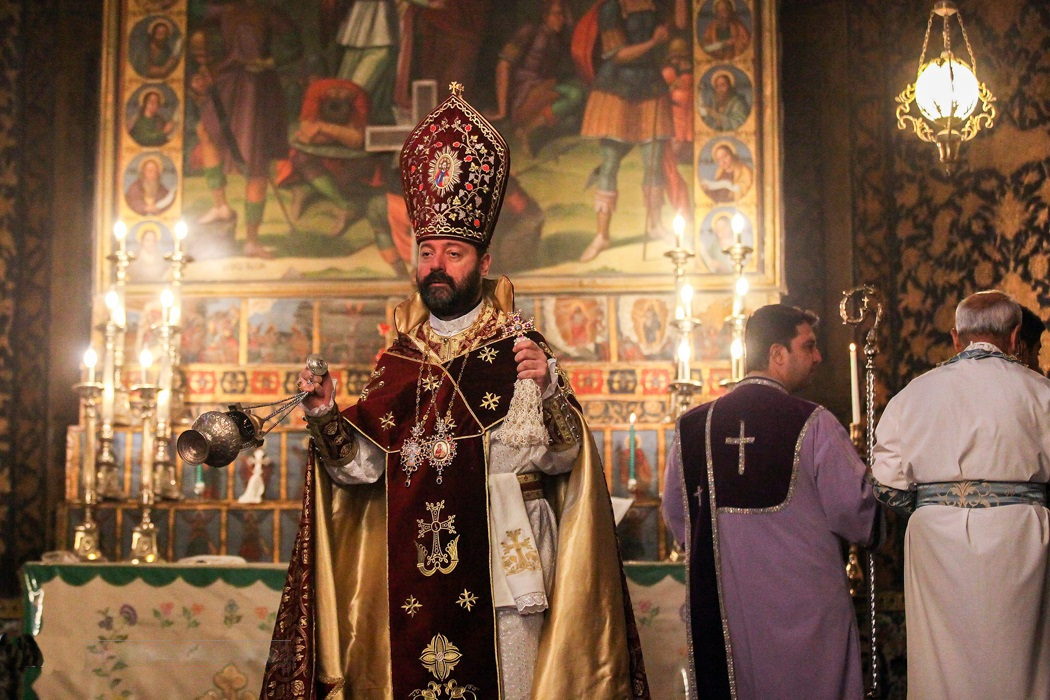
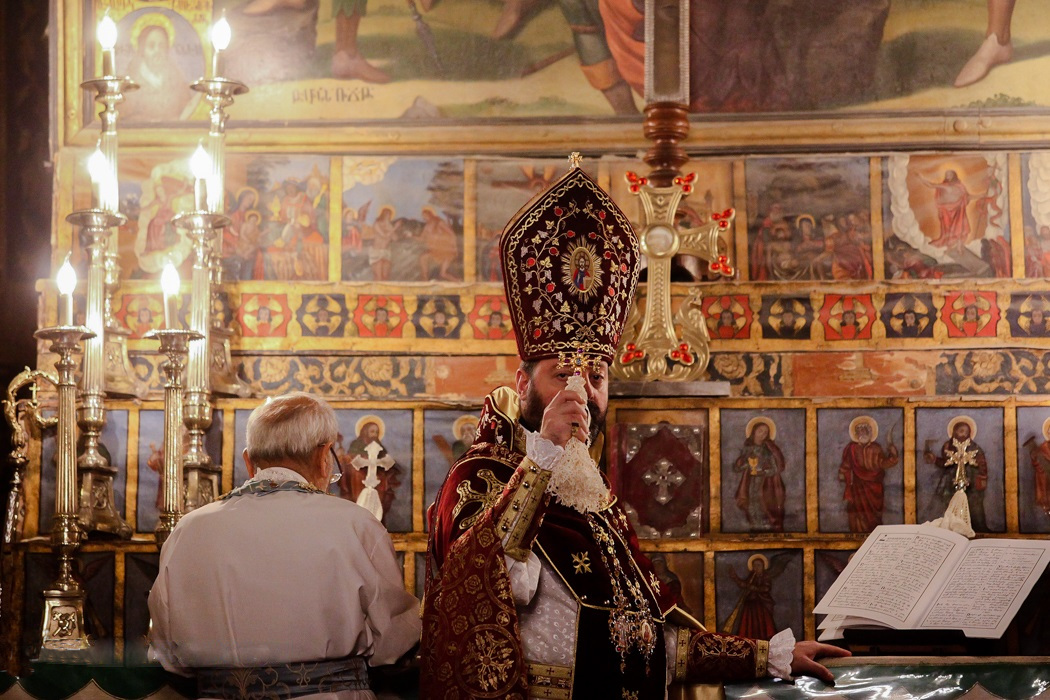
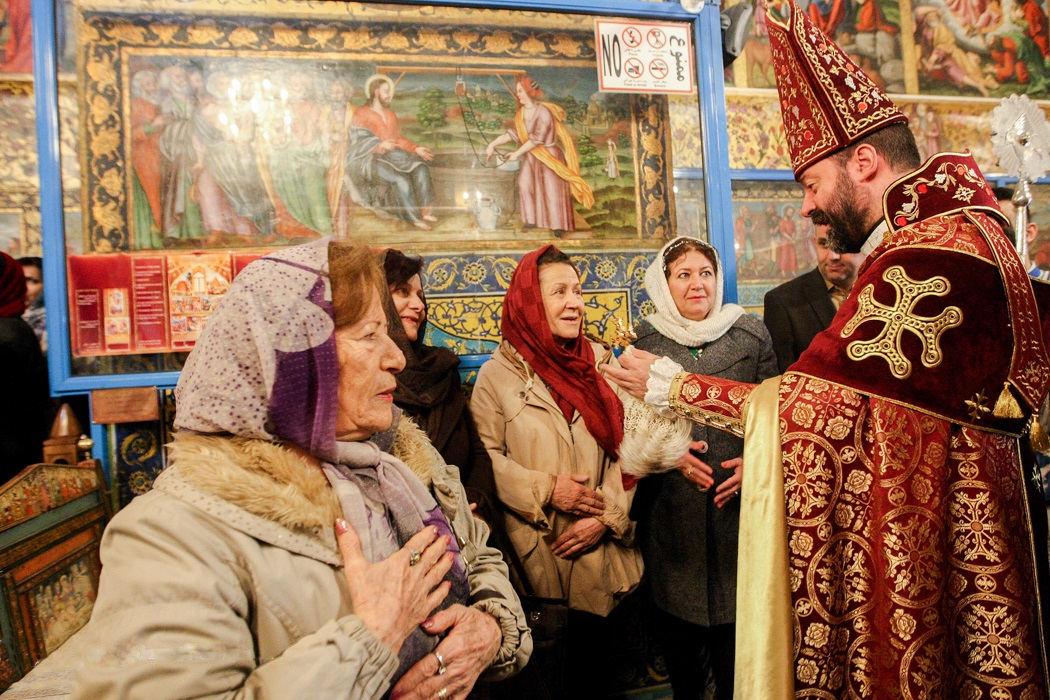
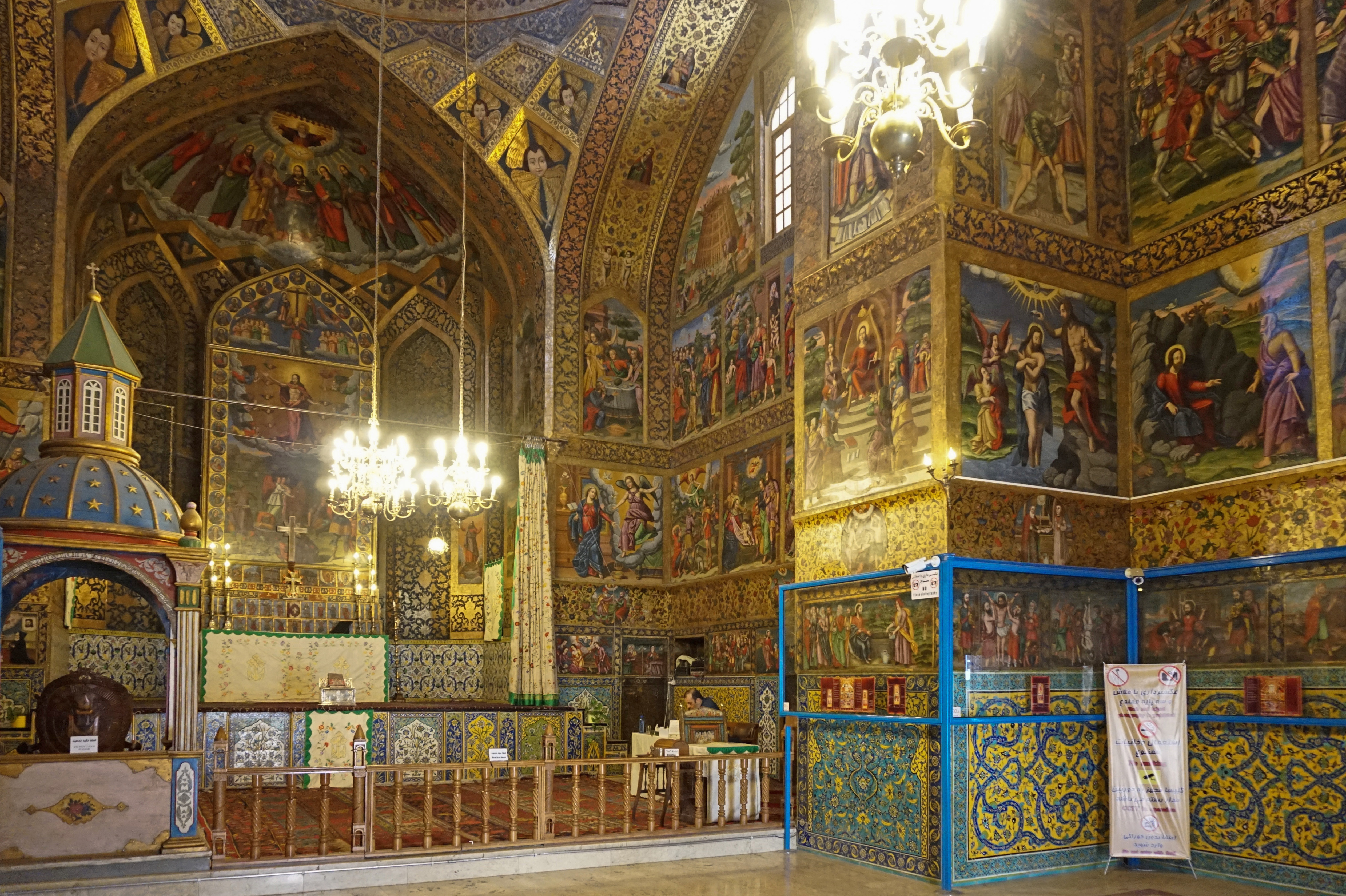
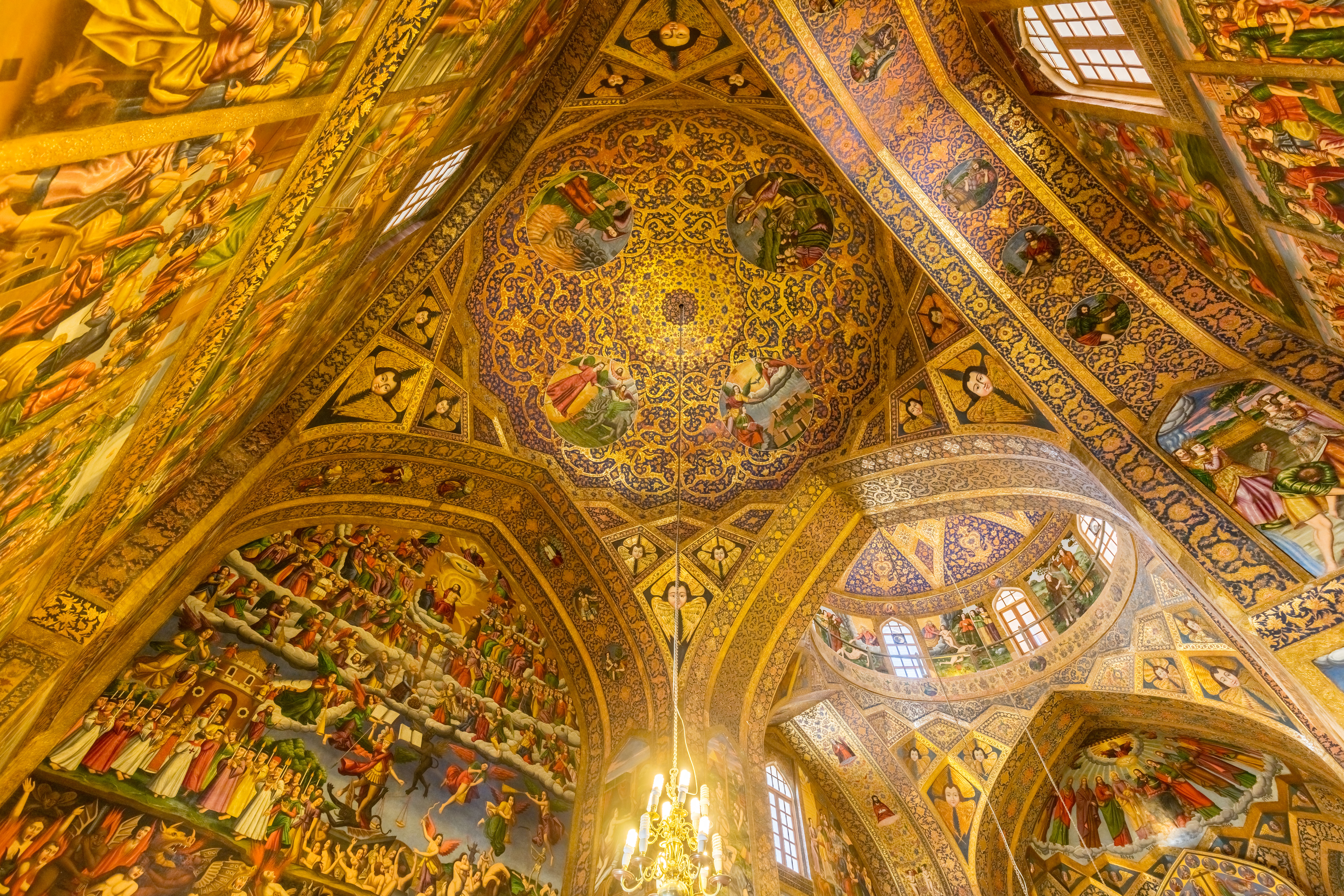
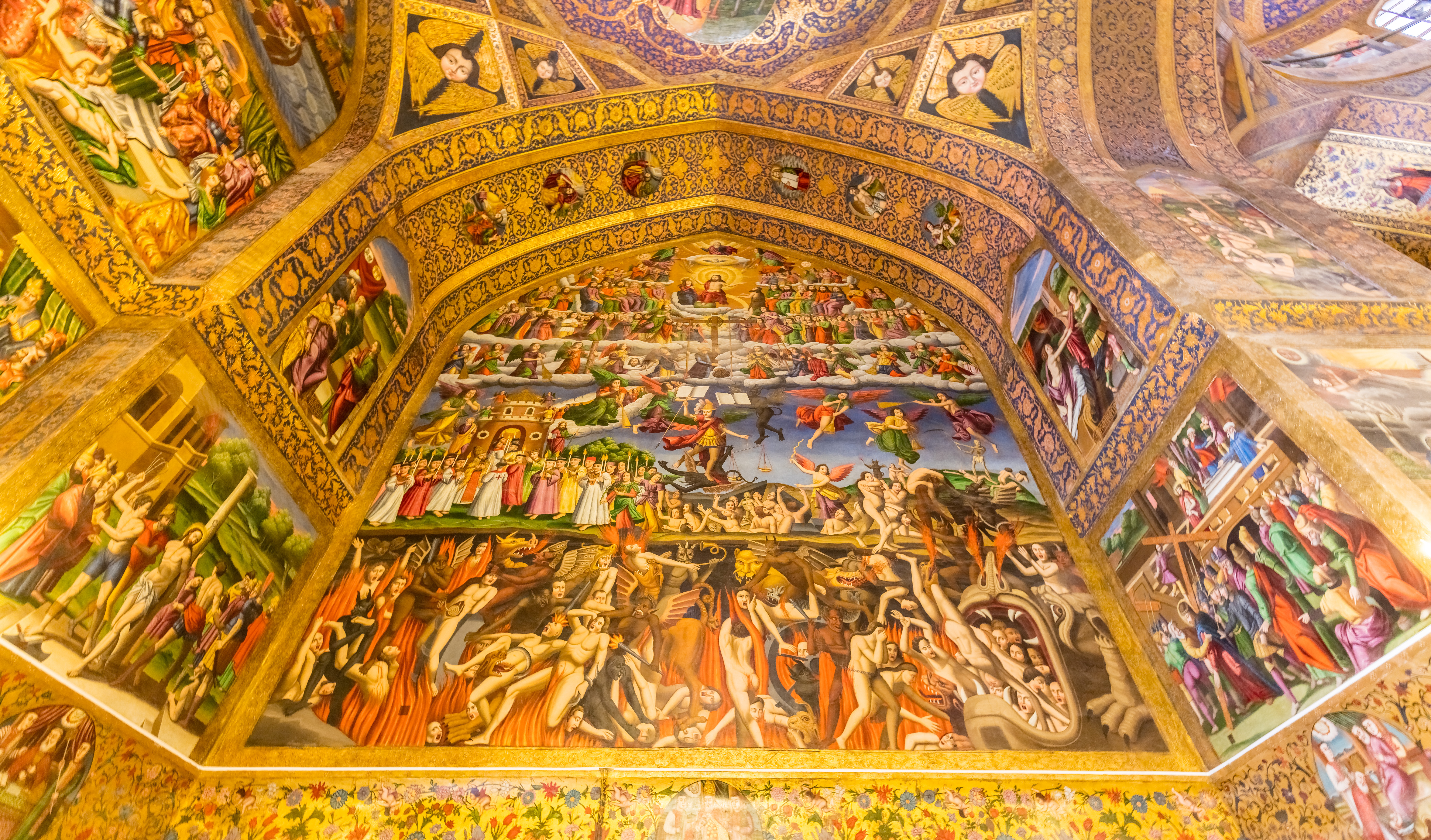
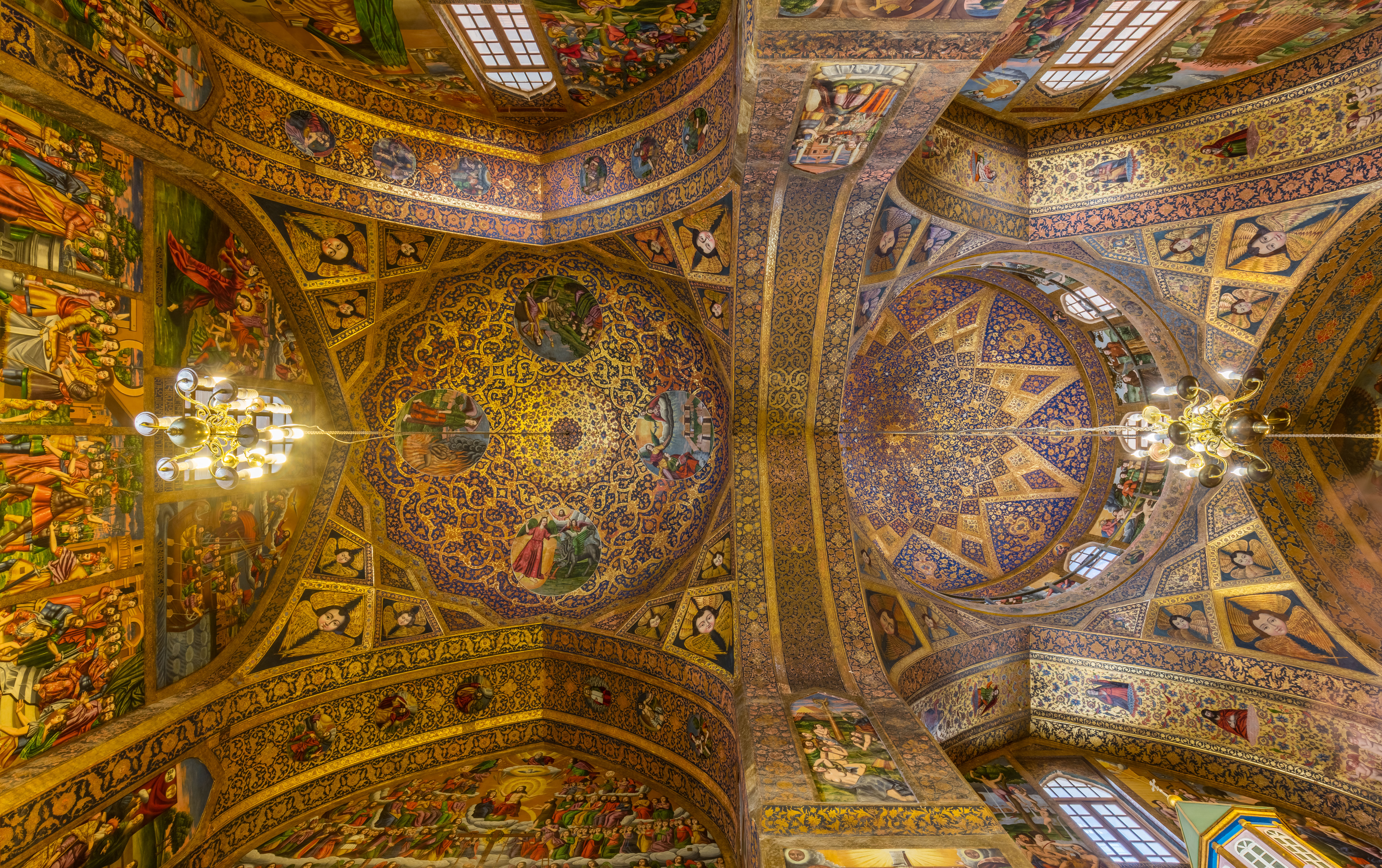